# Arécoline
L'arécoline, extrait de la noix d'arec (fruit du palmier à bétel ou aréquier), est un alcaloïde dont la molécule se rapproche de la structure du benzène (noyau tétrahydropyridinique) et à fonction ester donnant à cette molécule, qui se comporte comme l'acétylcholine (un neurotransmetteur) des propriétés actives dans le système nerveux central (cholinomimétiques). L'arécoline a également des propriétés vermifuges (antihelminthique).

## Histoire
En 1910, François Dorvault écrivait : « L'arécoline est un alcaloïde très toxique. Elle présente certaine des propriétés de la pelletiérine et de la pilocarpine. Comme saliagogue, elle est 10 fois plus active que la pilocarpine ; on l'emploie comme tel à la dose de 1/2 à 1 milligr. en injection hypodermique : la salivation commence 5 min après l'injection et devient maxima au bout d'une demi-heure. A la dose de 1 milligramme, elle pourrait agir comme tœnifuge  à la façon de la pelletiérine. Instillée dans l’œil (solution à 1 ou 2 p. cent de bromhydrate d'arécoline) elle provoque du myosis et abaisse la pression intra-oculaire plus énergiquement que la pilocarpine ; toutefois elle peut déterminer des phénomènes d'irritation. Doses maxima du codex : bromhydrate 1 demi-milligr. en une fois ; un milligr. et demi par 24 heures. »

## Action biologique
Dans de nombreuses cultures asiatiques, la noix d'arec est mâchée avec la feuille de bétel pour obtenir un effet stimulant. L'arécoline est la principale substance psychoactive responsable des effets de la noix d'arec sur le système nerveux central.
L'arécoline a été comparée à la nicotine mais celle-ci agit principalement sur les récepteurs nicotiniques.
L'arécoline est un agoniste partiel des récepteurs muscariniques M1, M2, M3 et M4,, ce qui est considéré comme la principale cause de ses effets parasympathiques tels que la constriction des pupilles, la bronchoconstriction, etc.

## Utilisation
Grâce à ses propriétés agonistes muscariniques et nicotiniques, l'arécoline a amélioré les capacités d'apprentissage de volontaires sains. Dans la mesure où l'une des caractéristiques de la maladie d'Alzheimer est un déclin cognitif, l'arécoline a été proposée comme traitement pour ralentir ce processus : administrée par voie intraveineuse, l'arécoline a permis une légère amélioration de la mémoire auditive et spatiale chez les patients atteints d'Alzheimer.
Cependant, en raison de possibles propriétés cancérogènes, elle n'a pas été retenue comme médicament.
L'arécoline a également été utilisée en médecine comme vermifuge,.